# Строительный (Кемеровская область)
Строи́тельный —  упразднённый в 2024 году населённый пункт (тип: разъезд)  в Ленинск-Кузнецком районе Кемеровской области России. Входил на год упразднения в Драченинскую сельскую территорию Ленинск-Кузнецкого района в рамках административно-территориального устройства и в Ленинск-Кузнецкий муниципальный округ в рамках организации местного самоуправления.

## География
Центральная часть урочища расположена на высоте 179 метров над уровнем моря.

## История
Населённый пункт появился при строительстве железной дороги. В селении жили семьи тех, кто обслуживал железнодорожную инфраструктуру.
С 2004 до 2019 года входил в Драченинское сельское поселение Ленинск-Кузнецкого муниципального района.
С 2019 по 2024 годы в  Драченинской сельской территории.
Исключён из учётных данных в 2024 году.

## Население
| 2010 |
| ---- |
| 0    |